# Pohnpeivleerhond
De Pohnpeivleerhond (Pteropus molossinus) is een vleermuis uit het geslacht Pteropus die voorkomt in Micronesië, op de atollen Ant, Pakin en Pohnpei en mogelijk ook op de Mortlock-eilanden. Deze soort eet fruit, heeft een krachtigere vlucht dan andere vleerhonden en slaapt alleen of in paren in het bos, niet zoals sommige andere soorten in grote kolonies.
De Pohnpeivleerhond is een kleine, bruine vleerhond met een oranje gezicht. De voorarmlengte bedraagt 94,0 tot 98,5 mm, de tibialengte 43,0 tot 45,5 mm en de oorlengte 15 tot 17 mm.